# Maria Fekter

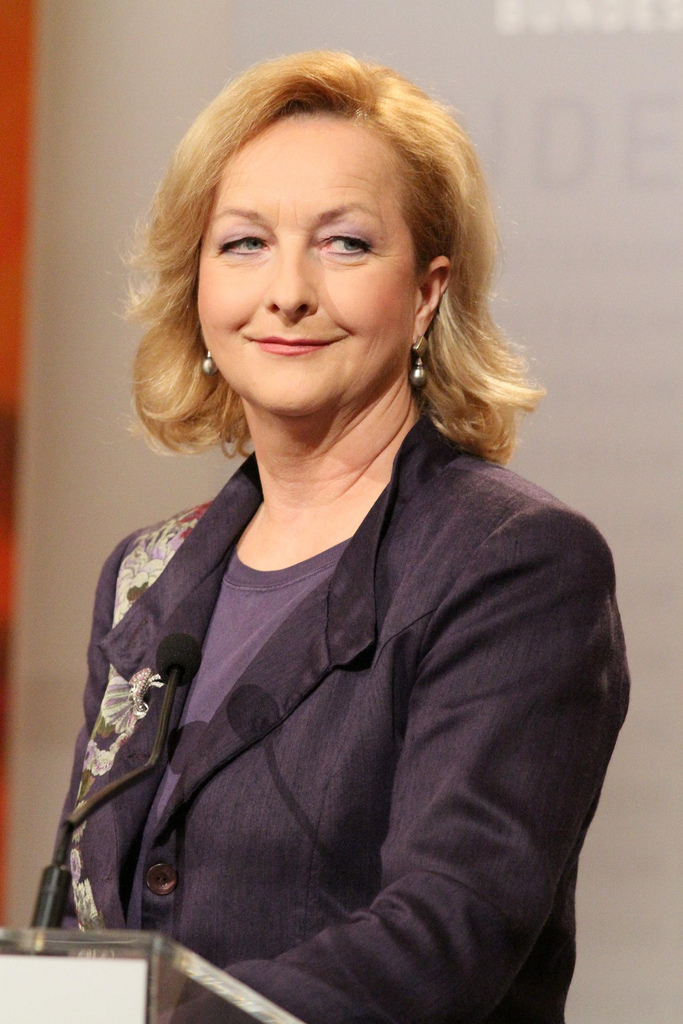
Maria Fekter (2010)

Maria Fekter, född 1 februari 1956 i Attnang-Puchheim, är en österrikisk politiker i ÖVP, som från 2011 till 2013 var Österrikes finansminister. Hon utsågs till en av Österrikes ombudsmän år 2007, men frånträdde uppdraget redan år 2008 för att bli inrikesminister.